# Grup unitari
En matemàtiques, el grup unitari de grau n, denotat U(n), és el grup de matrius unitàries, juntament amb l'operació de grup donada pel producte de matrius. El grup unitari és un subgrup del grup lineal general GL(n, C).
En el cas més simple, n = 1, el grup U(1) correspon al grup circular, consistent de tots els nombres complexos amb mòdul 1 amb la multiplicació com a operació. Tots els grups unitaris contenen còpies d'aquest grup.
El grup unitari U(n) és un grup de Lie real de dimensió n². L'àlgebra de Lie de U(n) consisteix en matrius antihermítiques n × n, amb el parèntesi de Lie donat pel commutador.
El grup unitari general consisteix en totes les matrius A tals que A∗A és un múltiple no nul de la matriu identitat, i és simplement el producte del grup unitari amb el grup de tots els múltiples positius de la matriu identitat.

## Propietats
Com que el determinant d'una matriu unitària és un nombre complex amb norma 1, el determinant proporciona un homomorfisme de grups
{\displaystyle \det \colon \operatorname {U} (n)\to \operatorname {U} (1)}.
El nucli d'aquest homomorfisme és el conjunt de les matrius unitàries amb determinant 1. Aquest subgrup s'anomena el grup unitari especial, denotat per {\displaystyle \operatorname {SU} (n)}. Llavors tenim una successió exacta curta de grups de Lie:
{\displaystyle 1\to \operatorname {SU} (n)\to \operatorname {U} (n)\to \operatorname {U} (1)\to 1}.
Aquesta successió exacta curta és separable, de tal manera que {\displaystyle \operatorname {U} (n)} es pot escriure com a producte semidirecte de {\displaystyle \operatorname {SU} (n)} per {\displaystyle \operatorname {U} (1)}. Aquí, el subgrup {\displaystyle \operatorname {U} (1)} de {\displaystyle \operatorname {U} (n)} es pot prendre com el conjunt de matrius diagonals que tenen {\displaystyle e^{i\theta }} a l'entrada superior esquerra i {\displaystyle 1} a la resta de la diagonal.
El grup unitari {\displaystyle \operatorname {U} (n)} és no abelià per {\displaystyle n>1}. El centre de {\displaystyle \operatorname {U} (n)} és el conjunt de matrius escalars {\displaystyle \lambda I} amb {\displaystyle \lambda \in \operatorname {U} (1)}. Això és una conseqüència del lema de Schur. El centre és, llavors, isomorf a {\displaystyle \operatorname {U} (1)}. Com que el centre de {\displaystyle \operatorname {U} (n)} és un subgrup normal abelià unidimensional de {\displaystyle \operatorname {U} (n)}, llavors el grup unitari no és semisimple, però és reductiu.

## Topologia
El grup unitari U(n) està dotat de la topologia traça com a subconjunt de M(n, C), el conjunt de totes les matrius complexes n × n, que al seu torn és homeomorf a l'espai euclidià de dimensió 2n².
Com a espai topològic, U(n) és alhora compacte i connex. La compacitat de U(n) és una conseqüència del teorema de Heine-Borel i del fet que és un subconjunt tancat i afitat de M(n, C). Per veure que U(n) és connex, recordem que tota matriu unitària A es pot diagonalitzar per una altra matriu unitària S. Qualsevol matriu unitària diagonal ha de tenir nombres complexos de valor absolut 1 a la diagonal. Per tant, podem escriure:
{\displaystyle A=S\,\operatorname {diag} (e^{i\theta _{1}},\dots ,e^{i\theta _{n}})\,S^{-1}}.
Un camí a U(n) des de la identitat fins a A ve donat per:
{\displaystyle t\mapsto S\,\operatorname {diag} (e^{it\theta _{1}},\dots ,e^{it\theta _{n}})\,S^{-1}}.
El grup unitari no és simplement connex; el grup fonamental de U(n) és cíclicament infinit per a tot n:
{\displaystyle \pi _{1}(\operatorname {U} (n))\cong \mathbf {Z} }.
Per veure això, notem que la separació anterior de U(n) com a producte semidirecte de SU(n) per U(1) indueix una estructura de topologia producte a U(n), d'on
{\displaystyle \pi _{1}(\operatorname {U} (n))\cong \pi _{1}(\operatorname {SU} (n))\times \pi _{1}(\operatorname {U} (1))}.
Ara, el primer grup unitari U(1) és topològicament una circumferència, que té un grup fonamental isomorf a Z, i la inclusió U(n) → U(n + 1) és un isomorfisme sobre π1.
L'aplicació determinant det: U(n) → U(1) indueix un isomorfisme de grups fonamentals, on la separació U(1) → U(n) n'indueix l'invers.
El grup de Weyl de U(n) és el grup simètric Sn, que actua sobre el tor diagonal permutant-ne les entrades:
{\displaystyle \operatorname {diag} (e^{i\theta _{1}},\dots ,e^{i\theta _{n}})\mapsto \operatorname {diag} (e^{i\theta _{\sigma (1)}},\dots ,e^{i\theta _{\sigma (n)}})}

## Grups relacionats

### Propietat2 de 3
El grup unitari és la intersecció dels grups ortogonal, simplèctic i complex:
{\displaystyle \operatorname {U} (n)=\operatorname {O} (2n)\cap \operatorname {Sp} (2n,\mathbf {R} )\cap \operatorname {GL} (n,\mathbf {C} )}.
Així, una estructura unitària es pot veure com una estructura ortogonal, com una estructura complexa, o com una estructura simplèctica, que a més han de ser compatibles, en el sentit que hom utilitza la mateixa J en l'estructura complexa i en la forma simplèctica, i aquesta J ha de ser ortogonal; si s'escriuen tots els grups com a grups de matrius, es fixa una matriu J (que és ortogonal) i assegura la compatibilitat.
De fet, és la intersecció de dues qualssevol d'aquestres tres; és a dir, una estructura compatible ortogonal i complexa indueix una estructura simplèctica, i així successivament.
Com a equacions, aquesta relació es pot veure de la següent manera:
| Simplèctica | {\displaystyle A^{\mathsf {T}}JA=J}    |
| Complexa    | {\displaystyle A^{-1}JA=J}             |
| Ortogonal   | {\displaystyle A^{\mathsf {T}}=A^{-1}} |

Dues d'aquestes equacions qualssevol impliquen la tercera.
Des d'un punt de vista de formes, això es pot veure com una descomposició d'una forma hermítica en les seves parts real i imaginària: la part real és simètrica (ortogonal) i la part imaginària és antisimètrica (simplèctica); i aquests factors estan relacionats mitjançant l'estructura complexa (que proporciona la compatibilitat). En una varietat quasi-Kähler, hom pot escriure aquesta descomposició com h = g + iω, on h és la forma hermítica, g és la mètrica riemanniana, i és l'estructura quasi-complexa, i ω és l'estructura quasi-simplèctica.
Des d'un punt de vista de grups de Lie, això es pot explicar en part de la següent manera: O(2n) és el subgrup compacte maximal de GL(2n, R), i U(n) és el subgrup compacte maximal tant de GL(n, C) com de Sp(2n). Per tant, tant la intersecció O(2n) ∩ GL(n, C) com la intersecció O(2n) ∩ Sp(2n) és el subgrup compacte maximal d'ambdós, és a dir, U(n).

### Grup unitari especial i grup unitari projectiu
De la mateixa manera al fet que el grup ortogonal té com a subgrup el grup ortogonal especial SO(n) i el grup ortogonal projectiu PO(n) com a quocient, i el grup ortogonal especial projectiu PSO(n) com a subquocient, el grup unitari té associat el grup unitari especial SU(n), el grup unitari projectiu PU(n), i el grup unitari especial projectiu PSU(n). Aquests grups estan relacionats pel diagrama commutatiu de la figura; observem que els dos grups projectius són iguals: PSU(n) = PU(n).
La relació anterior és vàlida pel grup unitari clàssic (sobre els complexos); en el cas de grups unitaris sobre cossos finits, hom pot obtenir de manera similar els grups unitaris especial i projectiu, però en general {\displaystyle \operatorname {PSU} (n,q^{2})\neq \operatorname {PU} (n,q^{2})}.

## Generalitzacions
Des del punt de vista de la teoria de Lie, el grup unitari clàssic és una forma real del grup de Steinberg {\displaystyle {}^{2}\!A_{n}}, que és un grup algebraic que sorgeix de la combinació de l'automorfisme de diagrames del grup lineal general (invertint el diagrama de Dynkin An, que correspon a la inversa transposada) i de l'automorfisme de cossos de l'extensió C/R (és a dir, la conjugació complexa). Aquests dos automorfismes són automorfismes del grup algebraic, tenen ordre 2, i commuten, i el grup unitari és el conjunt de punts fixos de l'automorfisme producte, com a grup algebraic. El grup unitari clàssic és una forma real d'aquest grup, corresponent a la forma hermítica estàndard Ψ, que és definida positiva.
Això es pot generalitzar de diverses maneres:
- generalitzar a altres formes hermítiques s'obtenen grups unitaris indefinits U(p,q);
- l'extensió de cossos es pot substituir per qualsevol àlgebra separable de grau 2, per exemple per una extensió de cossos finits de grau 2;
- la generalització a altres diagrames resulta en altres grups de tipus Lie, com per exemple els altres grups de Steinberg {\displaystyle {}^{2}\!D_{n},{}^{2}\!E_{6},{}^{3}\!D_{4},} (a més de {\displaystyle {}^{2}\!A_{n}}) o els grups de Suzuki-Ree

{\displaystyle {}^{2}\!B_{2}\left(2^{2n+1}\right),{}^{2}\!F_{4}\left(2^{2n+1}\right),{}^{2}\!G_{2}\left(3^{2n+1}\right);}
- si es considera un grup unitari generalitzat com a grup algebraic, hom pot prendre els seus punts sobre diverses àlgebres.

### Formes indefinides
Anàlogament als grups ortogonals indefinits, hom pot definir un grup ortogonal indefinit, si es consideren les transformacions que preserven una forma hermítica donada, no necessàriament definida positiva (però en general no degenerada). Aquí treballarem amb un espai vectorial sobre els nombres complexos.
Donada una forma hermítica Ψ sobre un espai vectorial complex V, el grup unitari U(Ψ) és el grup de transformacions que preserven la forma: la transformació M tal que Ψ(Mv, Mw) = Ψ(v, w) per a tots v, w ∈ V. En termes de matrius, si la matriu Φ representa la forma, aquesta condició equival a M∗ΦM = Φ.
De la mateixa manera que les formes simètriques sobre els reals, les formes hermítiques estan determinades per la seva signatura, i totes són unitàriament congruents a una forma diagonal p entrades amb 1 a la diagonal i q entrades amb −1. La hipòtesi de no-degeneració es tradueix en la condició p + q = n. En una base estàndard, això es pot representar com una forma quadràtica:
{\displaystyle \lVert z\rVert _{\Psi }^{2}=\lVert z_{1}\rVert ^{2}+\dots +\lVert z_{p}\rVert ^{2}-\lVert z_{p+1}\rVert ^{2}-\dots -\lVert z_{n}\rVert ^{2}}
i com una forma simètrica:
{\displaystyle \Psi (w,z)={\bar {w}}_{1}z_{1}+\cdots +{\bar {w}}_{p}z_{p}-{\bar {w}}_{p+1}z_{p+1}-\cdots -{\bar {w}}_{n}z_{n}.}.
El grup resultant es denota com U(p,q).

### Cossos finits
Sobre el cos finit amb q = pr elements, Fq, existeix una única extensió de cossos quadràtica, Fq², amb automorfisme d'ordre 2 {\displaystyle \alpha \colon x\mapsto x^{q}} (la r-sima potència de l'endomorfisme de Frobenius). Això permet definir una forma hermítica en un espai vectorial V sobre Fq², com una aplicació bilineal sobre Fq: {\displaystyle \Psi \colon V\times V\to \mathbb {F} _{q^{2}}} tal que {\displaystyle \Psi (w,v)=\alpha \left(\Psi (v,w)\right)} i {\displaystyle \Psi (w,cv)=c\Psi (w,v)} per c ∈ Fq². Addicionalment, tota forma hermítica no degenerada d'un espai vectorial sobre un cos finit és unitàriament congruent a la forma estàndard, representada per la matriu identitat; és a dir, qualsevol forma hermítica és unitàriament equivalent a
{\displaystyle \Psi (w,v)=w^{\alpha }\cdot v=\sum _{i=1}^{n}w_{i}^{q}v_{i}}
on {\displaystyle w_{i},v_{i}} representen les coordenades de w, v ∈ V en una certa Fq²-base de l'espai vectorial n-dimensional V.
Així, hom pot definir un (únic) grup unitari de dimensió n per a l'extensió Fq²/Fq, denotada per U(n, q) o per U(n, q²), segons l'autor. El subgrup del grup unitari consistent de les matrius de determinant 1 s'anomena grup unitari especial, i es denota per SU(n, q) o per SU(n, q²). El centre de U(n, q²) té ordre q + 1, i consisteix en les matrius escalars que són unitàries, és a dir, aquelles matrius cIV amb {\displaystyle c^{q+1}=1}. El centre del grup unitari especial té ordre mcd (n, q + 1), i consisteix en aquelles matrius escalars unitàries amb un ordre divisor de n. El quocient del grup unitari pel seu centre s'anomena grup unitari projectiu, PU(n, q²), i el quocient del grup unitari especial pel seu centre és el grup unitari especial projectiu PSU(n, q²). En la majoria de casos, (n > 1 i (n, q²) ∉ {(2, 2²), (2, 3²), (3, 2²)}), SU(n, q²) és un grup perfecte i PSU(n, q²) és un grup simple finit.

### Àlgebres separables de grau 2
Més en general, donat un cos k i una k-àlgebra separable K de grau 2 (que pot ser una extensió de cossos, però no és necessari), hom pot definir grups unitaris respecte a aquesta extensió.
En primer lloc, existeix un únic k-automorfisme de K {\displaystyle a\mapsto {\bar {a}}} que és una involució i fixa exactament k ({\displaystyle a={\bar {a}}} si i només si a ∈ k). Això generalitza la conjugació complexa i la conjugació d'extensions de cossos finits de grau 2, i permet definir formes hermítiques i grups unitaris com s'ha vist anteriorment.

### Grups algebraics
Les equacions que defineixen un grup unitari són equacions algebraiques sobre k (però no sobre K): per a la forma estàndard Φ = I, les equacions en forma matricial s'expressen com A∗A = I, on {\displaystyle A^{*}={\bar {A}}^{\mathrm {T} }} és la transposada conjugada. Donada una forma diferent, les equacions s'expressen com A∗ΦA = Φ. El grup unitari és, doncs, un grup algebraic, els punts sobre una k-àlgebra R del qual venen donats per:
{\displaystyle \operatorname {U} (n,K/k,\Phi )(R):=\left\{A\in \operatorname {GL} (n,K\otimes _{k}R):A^{*}\Phi A=\Phi \right\}.}
Per a l'extensió de cossos C/R i la forma hermítica estàndard (definida positiva), això resulta en un grup algebraic amb punts reals i complexos donats per:
{\displaystyle \operatorname {U} (n,\mathbf {C} /\mathbf {R} )(\mathbf {R} )=\operatorname {U} (n)}
{\displaystyle \operatorname {U} (n,\mathbf {C} /\mathbf {R} )(\mathbf {C} )=\operatorname {GL} (n,\mathbf {C} ).}
De fet, el grup unitari és un grup algebraic lineal.

#### Grup unitari d'un mòdul quadràtic
El grup unitari d'un mòdul quadràtic és una generalització del grup algebraic lineal U que acabem de definir, que incorpora com a casos especials diversos grups algebraics clàssics. La definició es remunta a la tesi doctoral d'Anthony Bak.
En primer lloc, cal definir el concepte de mòdul quadràtic:
Sigui R un anell amb un anti-automorfisme J, {\displaystyle \varepsilon \in R^{\times }} tal que {\displaystyle r^{J^{2}}=\varepsilon r\varepsilon ^{-1}} per a qualssevol r de R i {\displaystyle \varepsilon ^{J}=\varepsilon ^{-1}}. Definim
{\displaystyle \Lambda _{\text{mín}}:=\{r\in R\ :\ r-r^{J}\varepsilon \}},
{\displaystyle \Lambda _{\text{màx}}:=\{r\in R\ :\ r^{J}\varepsilon =-r\}}.
Sigui Λ ⊆ R un subgrup additiu de R. Hom diu que Λ és un paràmetre de forma si {\displaystyle \Lambda _{\text{mín}}\subseteq \Lambda \subseteq \Lambda _{\text{màx}}} i {\displaystyle r^{J}\Lambda r\subseteq \Lambda }. Un parell (R, Λ) tal que R és un anell i Λ és un paràmetre de forma s'anomena anell de formes.
Sigui M un R-mòdul i f una forma J-sesquilineal sobre M (és a dir, {\displaystyle f(xr,ys)=r^{J}f(x,y)s} per a qualssevol {\displaystyle x,y\in M} i {\displaystyle r,s\in R}). Definim {\displaystyle h(x,y):=f(x,y)+f(y,x)^{J}\varepsilon \in R} i {\displaystyle q(x):=f(x,x)\in R/\Lambda }; llavors es diu que f defineix la forma Λ-quadràtica (h, q) sobre M. Un mòdul quadràtic sobre (R, Λ) és una tripleta (M, h, q) tal que M és un R-mòdul i (h, q) és una forma Λ-quadràtica.
Donat un mòdul quadràtic qualsevol (M, h, q) definit per una forma J-sesquilineal f de M sobre un anell de formes (R, Λ), hom hi pot associar el grup unitari
{\displaystyle U(M):=\{\sigma \in GL(M)\ :\ \forall x,y\in M,h(\sigma x,\sigma y)=h(x,y){\text{ i }}q(\sigma x)=q(x)\}}.
El cas especial en què Λ = Λmàx, amb J qualsevol involució no trivial (és a dir, {\displaystyle J\neq {\text{id}}_{R},J^{2}={\text{id}}_{R}} i ε = −1 torna a resultar en el grup unitari "clàssic" (com a grup algebraic).

## Invariants polinòmics
Els grups unitaris són els automorfismes de dos polinomis en variables reals no commutatives:
{\displaystyle C_{1}=(u^{2}+v^{2})+(w^{2}+x^{2})+(y^{2}+z^{2})+...}
{\displaystyle C_{2}=(uv-vu)+(wx-xw)+(yz-zy)+...}
És fàcil veure que això correspon a les parts real i imaginària de la forma complexa {\displaystyle Z{\overline {Z}}}. Per separat, els dos invariants són invariants de O(2n) i Sp(2n, R). Combinats, configuren els invariants de U(n), que és un subgrup dels dos grups anteriors. Les variables han de ser no commutatives en aquests invariants; altrament, el segon polinomi seria el polinomi nul.